# Краткая хроника Австрии неизвестного автора
Краткая хроника Австрии неизвестного автора (лат. Auctoris incerti breve chronicon Austriacum) — написанное неизвестным современником Рудольфа I на латинском языке сочинение по истории Австрии. Сохранилось в рукописи конца XV века. Описывает историю Австрии со времён Конрада I до Рудольфа I.

## Издания
- Auctoris incerti breve chronicon Austriacum // Scriptores Rerum Austriacarum. Tomus I. Leipzig. 1721.

## Переводы на русский язык
- Существует любительский перевод хроники на русский язык И. Дьяконова 2012 года, размещённый на сайте Восточная литература[1].